# 낫씽 투 루즈
《낫씽 투 루즈》(영어: Nothing to Lose)는 미국에서 제작된 스티브 오더커크 감독의 1997년 버디 액션 코미디 영화이다. 팀 로빈스, 마틴 로런스 등이 출연하였고, 마틴 브레그먼 등이 제작에 참여하였다.

## 출연진
- 팀 로빈스
- 마틴 로런스
- 존 C. 맥긴리
- 잔카를로 에스포시토
- 마이클 매키언
- 켈리 프레스턴
- 리베카 게이하트
- 어마 P. 홀
- 스티브 오더커크
- 블레이크 클라크
- 댄 마틴

## 기타 제작진
- 협력 제작: 마이크 클러위터, 로버트 로런스
- 미술: 마리아 케이소
- 의상: 엘사 잼퍼렐리

## 우리말 녹음
KBS 성우진 (2003년 1월 19일)
- 오세홍 - 닉 (팀 로빈스)
- 김영민 - T폴 (마틴 로런스)
- 문영래 - 리그 (존 C. 맥긴리)
- 장호비 - 찰리 (잔카를로 에스포시토)
- 장승길 - 필립 (마이클 매키언)
- 차명화 - 앤 (켈리 프레스턴)
- 임수아
- 윤병화
- 정옥주
- 조진숙
- 안용욱